# Masashi Ebinuma
Masashi Ebinuma (海老沼 匡, Ebinuma Masashi), né le 15 février 1990 à Oyama, est un judoka japonais en activité évoluant dans la catégorie des moins de 66 kg (poids mi-légers). Il devient champion du monde aux Championnats du monde de judo 2011 de Paris et conserve son titre aux Championnats du monde de judo 2013 de Rio de Janeiro, puis a ceux de 2014 à Tcheliabinsk.

## Palmarès
| Année | Compétition           | Lieu           | Résultat | Catégorie      |
| ----- | --------------------- | -------------- | -------- | -------------- |
| 2011  | Championnats du monde | Paris          | 1er      | Moins de 66 kg |
| 2012  | Jeux olympiques       | Londres        | 3e       | Moins de 66 kg |
| 2013  | Championnats du monde | Rio            | 1er      | Moins de 66 kg |
| 2014  | Championnats du monde | Tcheliabinsk   | 1er      | Moins de 66 kg |
| 2016  | Tournoi Grand Chelem  | Paris          | 1er      | Moins de 66 kg |
| 2016  | Jeux olympiques       | Rio de Janeiro | 3e       | Moins de 66 kg |